# Piège pour un tueur
Pour plus de détails, voir Fiche technique et Distribution.
Piège pour un tueur (titre original : Si può essere più bastardi dell'ispettore Cliff?), est un néo-polar italo-britannique, réalisé par Massimo Dallamano, sorti en 1973, avec Ivan Rassimov, Stephanie Beacham, Patricia Hayes et Red Carter dans les rôles principaux.

## Synopsis
L'inspecteur Cliff Hoyst (Ivan Rassimov) est infiltré dans un réseau anglais de trafiquants de drogue. Sa mission consiste à remonter l'ensemble des intermédiaires afin de confondre Morell (Red Carter), la supposée tête pensante de ce réseau. Lors d'un échange, il abat un émissaire chargé de négocier un stock d'héroïne avec Mama la Turque (Patricia Hayes) dans le but d'entraîner une réaction en chaîne qui lui permettrait de s'approprier l'argent de l'organisation.

## Fiche technique
- Titre original : Si può essere più bastardi dell'ispettore Cliff?
- Titre français : Piège pour un tueur
- Réalisation : Massimo Dallamano
- Assistant réalisateur : David Tringham (en)
- Scénario : Massimo Dallamano, Ross MacKenzie d'après une histoire de George Breakston
- Photographie : Jack Hildyard
- Musique : Riz Ortolani
- Montage : Antonio Siciliano (it)
- Direction artistique : Elena Ricci Poccetto (it)
- Production : Ross MacKenzie, Leo Pescarolo (it) et Fulvio Lucisano
- Société(s) de production : Clodio Cinematografica, Italian International Film (it) et Monymusk Production
- Société(s) de distribution : Medusa Film
- Pays de production :  Italie,  Royaume-Uni
- Genre : Néo-polar italien
- Durée : 95 minutes
- Dates de sortie :
  - Italie : 5 mars 1973
  - France : 9 août 1978

## Distribution
- Ivan Rassimov : inspecteur Cliff
- Stephanie Beacham : Joanne
- Patricia Hayes : Mama la Turque
- Red Carter : Morrell
- Luciano Catenacci : Gamble
- Verna Harvey : Eva
- Giacomo Rossi Stuart : Marco
- Cec Linder : l'ambassadeur américain
- James Bate (en)
- Massimo Dallamano
- Camille Keaton
- Tutte Lemkow
- George Murcell (en)
- Mario Novelli
- Michael Sheard
- Orazio Stracuzzi (it)
- Gareth Thomas
- Leon Vitali

## Autour du film
- Ce film a été tourné à Rome en Italie, à Baalbek et Beyrouth au Liban, à New York aux États-Unis et à Londres en Angleterre.

## Source
- (en) Roberto Curti, Italian Crime Filmography, 1968-1980, Jefferson, McFarland, 2013, 330 p. (ISBN 978-0-7864-6976-5, lire en ligne), p. 101-102.